# Décès en 1096
Décès
- 1092
- 1093
- 1094
- 1095
- 1096
- 1097
- 1098
- 1099
- 1100

Cette page dresse une liste de personnalités mortes au cours de l'année 1096 :
- 2 janvier[1] : Guillaume de Saint-Calais, évêque de Durham.
- 18 janvier : Sylvestre de La Guerche, seigneur de La Guerche-de-Bretagne et évêque de Rennes.
- 17 avril[2] : Guillaume de Montaut, archevêque d'Auch.
- 19 juillet : Tougorkan, khan polovtse.
- 27 août : Princesse Yasuko, impératrice du Japon, belle-mère de l'empereur Horikawa.
- 21 octobre : Gautier Sans-Avoir, un des chefs de la croisade populaire, partie en avant-garde de la première croisade.
- 11 novembre : Werner Ier de Habsbourg, comte de Habsbourg.

- Eudocie Makrembolitissa, seconde épouse de l’empereur byzantin Constantin X Doukas. À la mort de celui-ci, elle devient régente et épouse l’année suivante le général Romain Diogène qui devient coempereur (Romain IV Diogène).
- Henri III de Luxembourg, comte à Luxembourg.
- Renauld Ier du Bellay, archevêque de Reims.

date incertaine (vers 1096)
- Geoffroy II de Joinville, seigneur de Joinville.

## Crédit d'auteurs
- Cet article est partiellement ou en totalité issu de l'article intitulé « 1096 » (voir la liste des auteurs).